# Везувий
Вулканът Везувий  се извисява на височина 1281 m над морското ниво, близо до Неаполитанския залив, Италия. Той е един от двата активни вулкана в континенталната част на Европа. Кратерът му е с дълбочина 217 m и обиколка 1400 m. Диаметърът на основата му е повече от 3 km. Над кратера се издигат тънки ленти дим, а по склоновете му има пукнатини, през които прониква горещина, достатъчна да се запали лист хартия.
В подножието на Везувий има много овощни градини и лозя, но склоновете във високата му част са пусти и изглеждат потискащо и застрашително.

## Изригвания
Везувий е изригвал периодично в продължение на повече от 12 000 години. През XX век са регистрирани шест големи изригвания на вулкана. Най-известното изригване на Везувий през 79 г., унищожило градовете Херкулан и Помпей. Вулканът изхвърлил от недрата си огромен стълб черен дим, посипали се гореща пепел и скални късове, въздухът се наситил с отровни газове. Повечето жители на Помпей били погребани под разрушените сгради и пластове вулканична пепел или били задушени от отровните газове. Последното изригване на Везувий е през 1944 г. и било сравнително слабо. Въпреки това загиват 45 души, опустошени са няколко села, а близката база на Съюзниците понася сериозни щети – повредени са 88 бомбардировача B-25 Мичъл.
По-значими изригвания на Везувий, с тип на изригването и проявления:
- 79 г. (експлозивно) – вулканична пепел, пемза и лахари
- 472 г. (ефузивно-експлозивно) – поток от лава и лахари в посока северозапад
- 512 г.
- 26 февруари 685 г. (ефузивно) – внушителен поток от лава
- 787 г. (ефузивно-експлозивно) – лахари и внушителен поток от лава
- 968 г. – поток от лава към морето
- 27 януари 1037 г. – поток от лава към морето
- 29 май 1139 г. (експлозивно) – вулканична пепел
- 1500 г. (експлозивно) – вулканична пепел
- 16 декември 1631 г. (ефузивно-експлозивно) – срив на конуса; поток от лава към морето
- 3 юли 1660 г. (експлозивно) вулканична пепел на североизточната страна
- 13 април 1694 г. (ефузивно) – лава към Торе дел Греко
- 25 май 1698 г. (ефузивно-експлозивно) – вулканична пепел на югоизточната страна
- 28 юли 1707 г. (ефузивно-експлозивно)
- 20 май 1737 г. (ефузивно-експлозивно) – поток от лава нахлува в Торе дел Греко; вулканична пепел и лахари
- 23 декември 1760 г. (ефузивно-експлозивно) – образуване на странични отвори на южната страна (150 m н.в.)
- 19 октомври 1767 г. (ефузивно-експлозивно) – два потока от лава текат към Торе Анунциата и Сан Джорджо а Кремано
- 8 август 1779 г. (експлозивно) – вулканична пепел и вулканични бомби над Отавиано
- 15 юни 1794 г. (ефузивно-експлозивно) – образуване на странични отвори (470 m н.в.)
- 22 октомври 1822 г. (ефузивно-експлозивно) – два потока от лава текат към Торе дел Греко и Боскотреказе
- 23 август 1834 г. (ефузивно-експлозивно) – поток от лава към Поджомарино
- 6 февруари 1850 г. (ефузивно-експлозивно)
- 1 май 1855 г. (ефузивно) – поток от лава нахлува в Маса Лубренсе и Сан Себастиано ал Везувио
- 8 декември 1861 г. (ефузивно-експлозивно) – образуване на странични отвори (290 m н.в.)
- 15 ноември 1868 г. (ефузивно)
- 24 април 1872 г. (ефузивно-експлозивно) – поток от лава нахлува в Маса Лубренсе и Сан Себастиано ал Везувио
- 4 април 1906 г. (ефузивно-експлозивно) – поток от лава към Торе Анунциата, силна експлозивна активност
- 3 юни 1929 г. (ефузивно-експлозивно) – поток от лава към Терциньо
- 18 март 1944 г. (ефузивно-експлозивно) – поток от лава нахлува в Маса Лубренсе и Сан Себастиано ал Везувио